# National Academy of Inventors
A National Academy of Inventors - NAI (em português:  Academia Nacional de Inventores dos Estados Unidos) é uma organização sem fins lucrativos dos Estados Unidos, com aproximadamente 145 instituições associadas e cerca de 3 mil membros. A academia organiza uma conferência anual e uma cerimônia de premiação anual durante a qual novos membros são induzidos.

## Membros notáveis
- Carolyn Bertozzi[4]
- Curtis Carlson[5]
- Joseph DeSimone[6]
- Thomas J. Fogarty[7]
- Greg Hampikian[8]
- Patrick Timothy Harker[9]
- Nick Holonyak[10]
- Dennis Liotta[11]
- Santa Jeremy Ono[12]
- Stephen Quake
- Esther Takeuchi.[13]
- Jay Scott Walker[14]